# SS-Junker
SS-Junker o Standartenjunker fue un rango militar nacionasocialista que fue utilizado por las Schutzstaffel (SS) entre los años de 1933 y 1945. El rango era un nombramiento especial que tenían los aspirantes a ser promovidos a oficiales en el brazo armado de las SS, conocido por primera vez como SS-Verfügungstruppe y más tarde como las Waffen-SS.

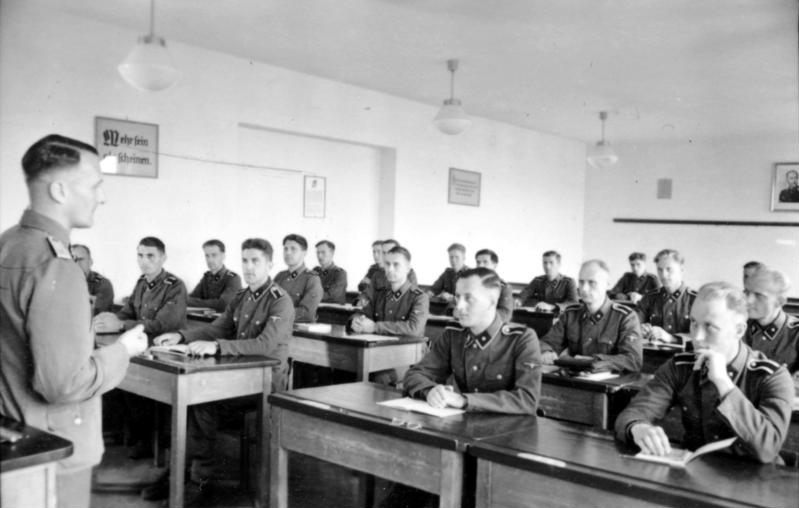
Alumnos SS-Junker en la SS-Junkerschule Bad Tölz.

El rango de SS Junker fue un rango designado para un miembro de las SS requerido para alistarse en las SS durante al menos seis meses a un año antes de que se pudiera considerar su promoción a oficial. SS-Junker también era estrictamente un rango de las Verfügungstruppe y las Waffen-SS y no fue utilizado por las Allgemeine-SS (SS General).
Por lo general, un miembro de las Waffen-SS que alcanzaba el rango de Rottenführer (cabo 1°) podía optar por emprender la carrera de un suboficial de las SS o podía solicitar unirse al cuerpo de oficiales de las Waffen-SS. Si elegía este última opción, un miembro de las SS debía obtener una recomendación por escrito de su comandante y someterse a un proceso de selección racial y política para determinar la elegibilidad para su ascenso como oficial de las SS. Si un miembro de la SS' era aceptado en el programa de oficiales de las SS, se le asignaba a una de las varias Junkerschulen (escuela de cadetes) y se le confería al rango de SS-Junker a su llegada. Sin embargo, existían situaciones en las que los miembros de las SS mantenían su rango de tropa anterior mientras se encontraban en la Junkerschule y solo serían nombrados para el rango de SS-Junker después de un período de prueba.
Este sistema de candidatos a oficiales consistía en garantizar que los futuros oficiales de las SS tuvieran experiencia previa como soldados de tropa y que no hubiera "ascensos directos" en el cuerpo de oficiales de las Waffen-SS, como ocurría a menudo en otras secciones de las SS como la Gestapo y Sicherheitsdienst (SD) que no era tan frecuente que tuvieran a ex suboficiales como futuros oficiales. Sin embargo, existe amplia evidencia de que ciertos miembros de las SS con "conexiones" pudieron obtener un ascenso directo como SS-Junker sin haber servido nunca en los rangos inferiores de tropa y clases, mientras otros lo lograron con solo unas pocas semanas de entrenamiento básico antes de pasar a una Junkerschule.

## Niveles
El rango de SS-Junker se dividió en cuatro niveles: Junker, Oberjunker, Standartenjunker y Standartenoberjunker. La insignia para estos rangos era idéntica a los rangos del cuerpo de suboficiales de las SS y la promoción entre los rangos de Junker dependía de pasar una variedad de exámenes escritos, físicos y de campo mientras se era estudiante en la Junkerschule.
Al alcanzar el rango de SS-Standartenoberjunker, se le permitía al candidato a oficial de las SS exhibir el barboquejo plateado tipo cordón de la gorra de un oficial de las SS junto a sus correspondientes presillas plateadas de los hombros. Y se le asignaba a una unidad de campo para la evaluación final, y el examen de campo, por lo que al aprobar este examen final, el Standartenoberjunker sería ascendido al rango de SS-Untersturmführer (subteniente o teniente segundo) generalmente en una ceremonia elaborada.
El proceso completo para que un SS-Junker se convirtiera en un oficial de las SS generalmente demoraba entre 18 y 24 meses. Las SS habían planeado una vez terminada la Segunda Guerra Mundial, establecer academias de las SS que serían instituciones de cuatro años de duración, como las academias militares de servicio de los Estados Unidos de hoy en día. Sin embargo, a medida que avanzaba la Segunda Guerra Mundial, las necesidades de mano de obra de las Waffen-SS crecieron a un nivel tal que los candidatos a oficiales de las SS no recibirían más de 6 meses de entrenamiento en 1945, y en algunos casos recibieron su formación directamente en el campo de batalla sin haber nunca asistido a una Junkerschule.
Junker como rango militar dejó de existir en las fuerzas armadas alemanas en 1945 con la caída de la Alemania nacionalsocialista. El rango de Fahnenjunker se usa actualmente en las Bundeswehr (fuerzas armadas federales de Alemania) para los candidatos a oficiales en el Heer (Ejército) y la Deutsche Marine (Marina alemana).
| Hasta 1945              | Waffen-SS           | Waffen-SS     | Waffen-SS | Waffen-SS |
| ----------------------- | ------------------- | ------------- | --------- | --------- |
|                         |                     |               |           |           |
| Distinción              |                     |               |           |           |
|                         |                     |               |           |           |
|                         |                     |               |           |           |
| SS-Standartenoberjunker | SS-Standartenjunker | SS-Oberjunker | SS-Junker |           |
|                         |                     |               |           |           |
| Código equivalente OTAN | OR-7                | OR-6          | OR-5a     | OR-5b     |